# Jiří Novák (volley-ball)
Pour les articles homonymes, voir Jiri Novak et Novak.
Jiří Novák est un joueur de volley-ball tchèque né le 19 novembre 1974 à Ústí nad Labem  (Severočeský kraj). Il mesure 1,98 m et joue réceptionneur-attaquant. Il totalise 300 sélections en équipe de République tchèque.

## Clubs
| Club         | De        | À         |
| ------------ | --------- | --------- |
| Odolena Voda | 1995-1996 | 1998-1999 |
| Paris Volley | 1999-2000 | 2011-2012 |

## Palmarès
- Ligue des champions (1)
  - Vainqueur : 2001
- Coupe des Coupes (1)
  - Vainqueur : 2000
- Supercoupe d'Europe (1)
  - Vainqueur : 2000, 2001
- Championnat de France (8)
  - Vainqueur : 2000, 2001, 2002, 2003, 2006, 2007, 2008, 2009
- Coupe de France (3)
  - Vainqueur : 2000, 2001, 2004
- Championnat de République tchèque (1)
  - Vainqueur : 1996